# Aua (Neuenstein)
Aua ist ein Ortsteil der Gemeinde Neuenstein im osthessischen Landkreis Hersfeld-Rotenburg.
Der Ort liegt im Geistal im Knüllgebirge und ist Sitz der Gemeindeverwaltung Neuenstein.

## Geschichte

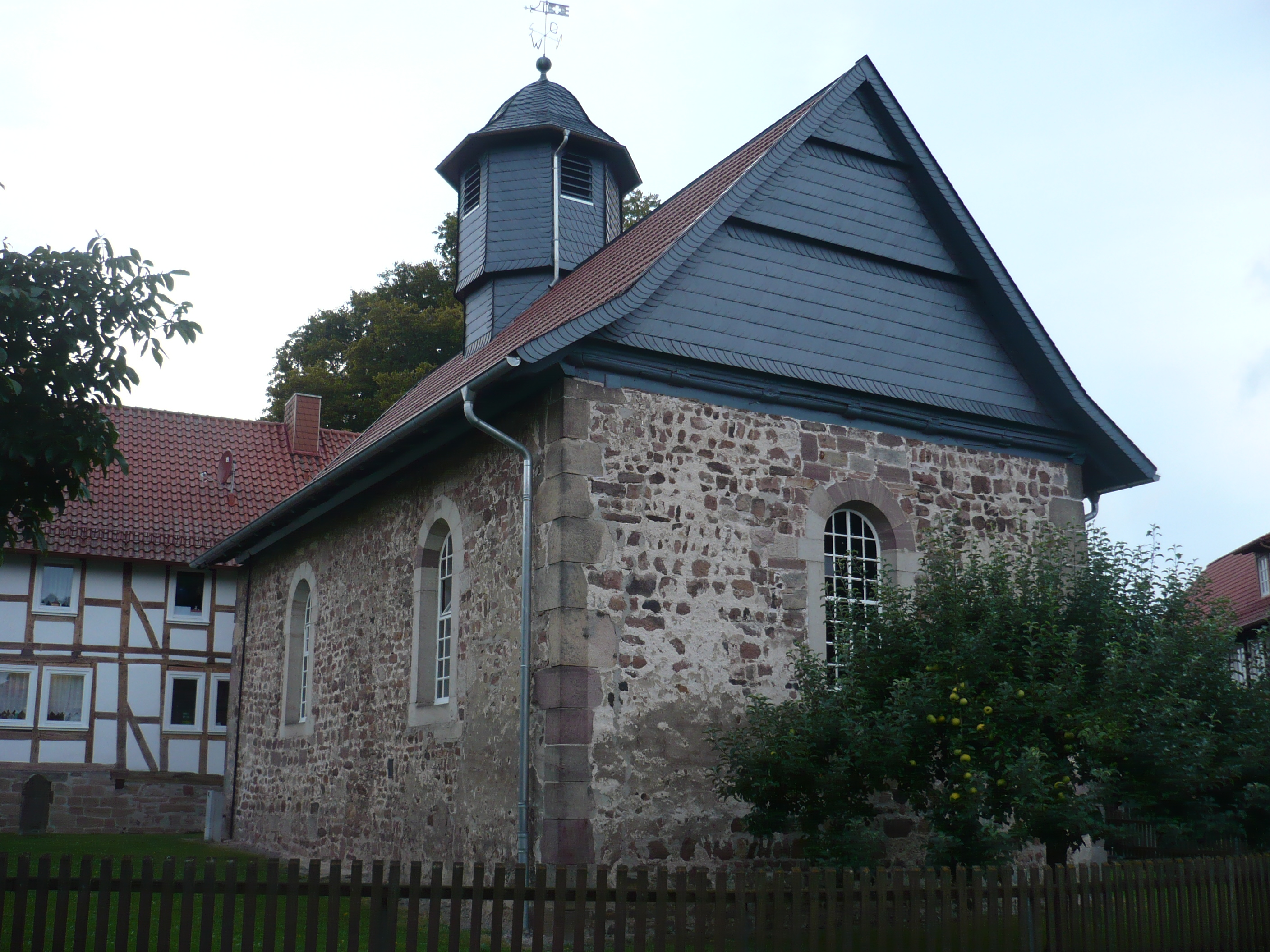
Ehemalige Klosterkirche

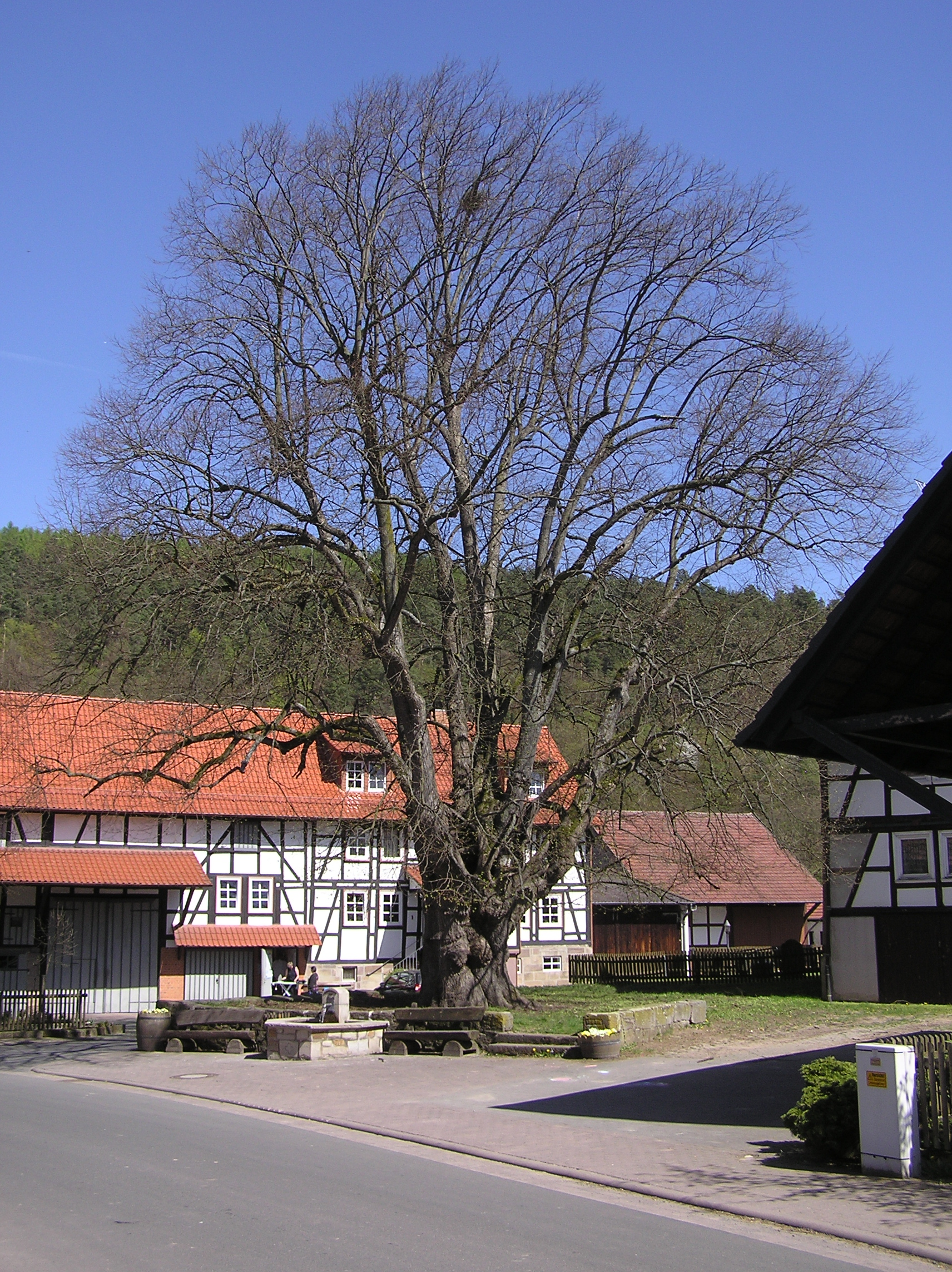
Die Dorflinde, ca. 1200 Jahre alt

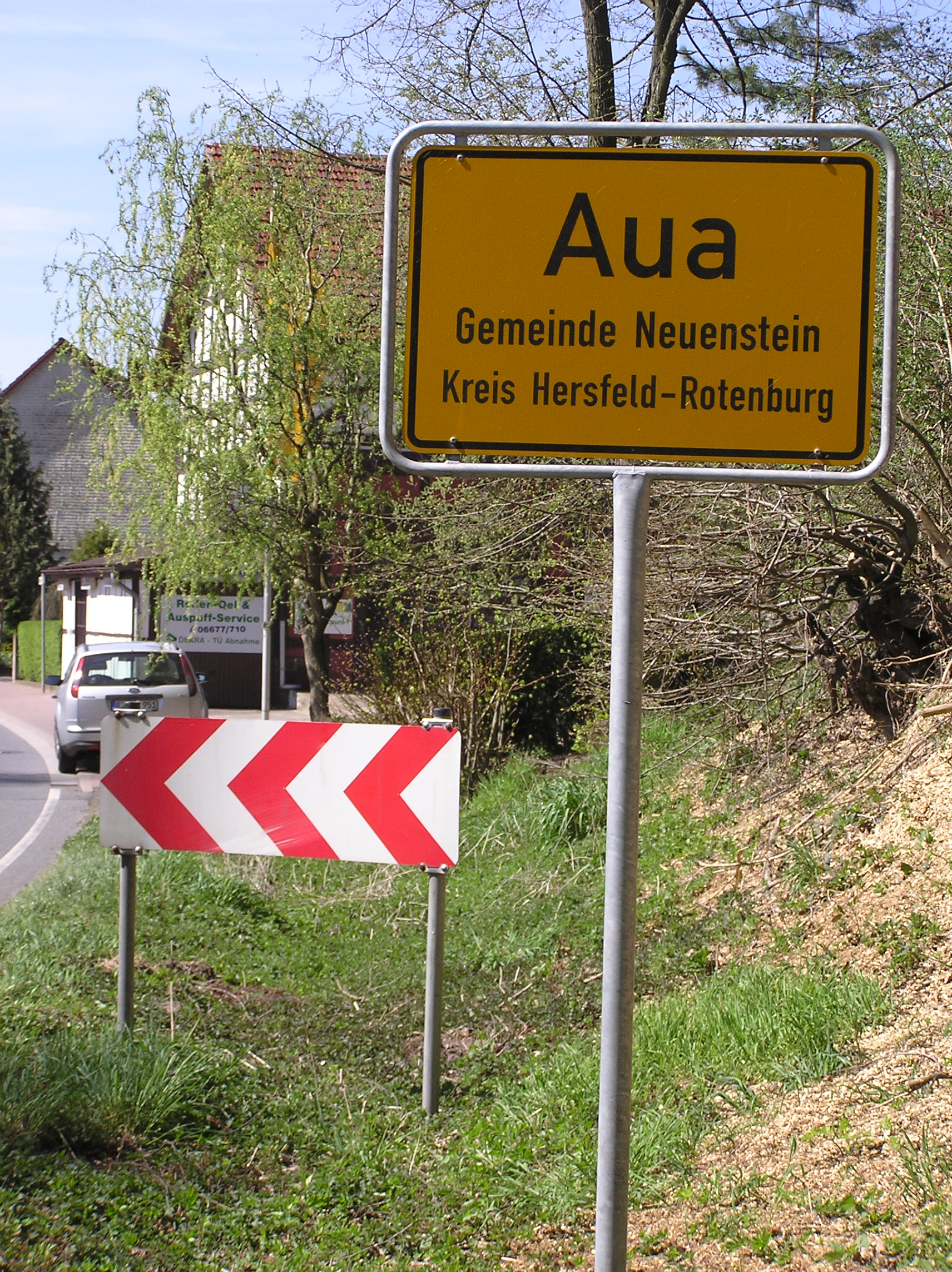
Der Ortseingang

### Ortsgeschichte
Erstmals schriftlich erwähnt wurde der Ort im Jahre 852, und zwar unter dem Ortsnamen Owe. 1190 wurde durch die Abtei Hersfeld ein Kloster der Augustinerinnen gegründet, welches aber schon 1229 nach Blankenheim verlegt wurde. Die evangelische Kirche ist die ehemalige Klosterkirche dieses Klosters.
Im Zuge der Gebietsreform in Hessen fusionierten zum 31. Dezember 1971 die bis dahin selbständigen Gemeinden Aua, Gittersdorf, Mühlbach, Raboldshausen, Saasen, Salzberg und Untergeis freiwillig zur neuen Gemeinde Neuenstein. Für die ehemaligen Gemeinden wurde je ein Ortsbezirk mit Ortsbeirat und Ortsvorsteher nach der Hessischen Gemeindeordnung eingerichtet.

### Verwaltungsgeschichte im Überblick
Die folgende Liste zeigt die Staaten und Verwaltungseinheiten, denen Aua angehört(e):
- 1567–1806: Heiliges Römisches Reich, Landgrafschaft Hessen-Kassel, Fürstentum Hersfeld, Amt Obergeis
- 1807–1813: Königreich Westphalen, Departement der Werra, Distrikt Hersfeld, Kanton Obergeis
- ab 1815: Kurfürstentum Hessen, Fürstentum Hersfeld, Amt Obergeis[7]
- ab 1821/22: Kurfürstentum Hessen, Provinz Fulda, Kreis Hersfeld[8][Anm. 2]
- ab 1848: Kurfürstentum Hessen, Bezirk Hersfeld
- ab 1851: Kurfürstentum Hessen, Provinz Niederhessen, Kreis Hersfeld
- ab 1867: Norddeutscher Bund, Königreich Preußen, Provinz Hessen-Nassau, Regierungsbezirk Kassel, Landkreis Hersfeld
- ab 1871: Deutsches Reich, Königreich Preußen, Provinz Hessen-Nassau, Regierungsbezirk Kassel, Kreis Hersfeld
- ab 1918: Deutsches Reich, Freistaat Preußen, Provinz Hessen-Nassau, Regierungsbezirk Kassel, Kreis Hersfeld
- ab 1944: Deutsches Reich, Freistaat Preußen, Provinz Kurhessen, Landkreis Hersfeld
- ab 1945: Amerikanische Besatzungszone, Groß-Hessen, Regierungsbezirk Kassel, Landkreis Hersfeld
- ab 1946: Amerikanische Besatzungszone, Land Hessen, Regierungsbezirk Kassel, Landkreis Hersfeld
- ab 1949: Bundesrepublik Deutschland, Land Hessen, Regierungsbezirk Kassel, Landkreis Hersfeld
- ab 1972: Land Hessen, Regierungsbezirk Kassel, Landkreis Hersfeld-Rotenburg, Gemeinde Neuenstein[Anm. 3]

## Bevölkerung

### Einwohnerstruktur 2011
Nach den Erhebungen des Zensus 2011 lebten am Stichtag, dem 9. Mai 2011, in Aua 162 Einwohner. Darunter waren 24 (14,8 %) Ausländer.
Nach dem Lebensalter waren 33 Einwohner unter 18 Jahren, 57 zwischen 18 und 49, 33 zwischen 50 und 64 und 36 Einwohner waren älter. Die Einwohner lebten in 60 Haushalten. Davon waren 12 Singlehaushalte, 15 Paare ohne Kinder und 24 Paare mit Kindern, sowie 9 Alleinerziehende und keine Wohngemeinschaften. In 24 Haushalten lebten ausschließlich Senioren und in 102 Haushaltungen lebten keine Senioren.

### Einwohnerentwicklung
| Aua: Einwohnerzahlen von 1834 bis 2020 | Aua: Einwohnerzahlen von 1834 bis 2020 | Aua: Einwohnerzahlen von 1834 bis 2020 | Aua: Einwohnerzahlen von 1834 bis 2020 | Aua: Einwohnerzahlen von 1834 bis 2020 |
| --- | -------------------------------------- | -------------------------------------- | -------------------------------------- | -------------------------------------- |
| Jahr |                                        |                                        |                                        | Einwohner                              |
| 1834 | 1834                                   |                                        | 189                                    | 189                                    |
| 1840 | 1840                                   |                                        | 194                                    | 194                                    |
| 1846 | 1846                                   |                                        | 199                                    | 199                                    |
| 1852 | 1852                                   |                                        | 189                                    | 189                                    |
| 1858 | 1858                                   |                                        | 199                                    | 199                                    |
| 1864 | 1864                                   |                                        | 188                                    | 188                                    |
| 1871 | 1871                                   |                                        | 153                                    | 153                                    |
| 1875 | 1875                                   |                                        | 147                                    | 147                                    |
| 1885 | 1885                                   |                                        | 137                                    | 137                                    |
| 1895 | 1895                                   |                                        | 135                                    | 135                                    |
| 1905 | 1905                                   |                                        | 133                                    | 133                                    |
| 1910 | 1910                                   |                                        | 143                                    | 143                                    |
| 1925 | 1925                                   |                                        | 133                                    | 133                                    |
| 1939 | 1939                                   |                                        | 139                                    | 139                                    |
| 1946 | 1946                                   |                                        | 244                                    | 244                                    |
| 1950 | 1950                                   |                                        | 237                                    | 237                                    |
| 1956 | 1956                                   |                                        | 206                                    | 206                                    |
| 1961 | 1961                                   |                                        | 200                                    | 200                                    |
| 1967 | 1967                                   |                                        | 200                                    | 200                                    |
| 1970 | 1970                                   |                                        | 206                                    | 206                                    |
| 1980 | 1980                                   |                                        | ?                                      | ?                                      |
| 1990 | 1990                                   |                                        | ?                                      | ?                                      |
| 2000 | 2000                                   |                                        | ?                                      | ?                                      |
| 2011 | 2011                                   |                                        | 162                                    | 162                                    |
| 2020 | 2020                                   |                                        | 154                                    | 154                                    |
| Datenquelle: Historisches Gemeindeverzeichnis für Hessen: Die Bevölkerung der Gemeinden 1834 bis 1967. Wiesbaden: Hessisches Statistisches Landesamt, 1968. Weitere Quellen: LAGIS; Gemeinde Neuenstein; Zensus 2011 |                                        |                                        |                                        |                                        |

### Historische Religionszugehörigkeit
| • 1885: | 137 evangelische (= 100 %) Einwohner                               |
| • 1961: | 175 evangelische (= 87,50 %), 23 katholische (= 11,05 %) Einwohner |

## Politik
Für Aua besteht ein Ortsbezirk (Gebiete der ehemaligen Gemeinde Aua) mit Ortsbeirat und Ortsvorsteher nach der Hessischen Gemeindeordnung. Der Ortsbeirat besteht aus fünf Mitgliedern. Bei den Kommunalwahlen in Hessen 2021 betrug die Wahlbeteiligung zum Ortsbeirat 55,14 %. Alle Mitglieder gehören der „Bürgerliste Mühlbach“ (GLM) an. Der Ortsbeirat wählte Holger Kurz zum Ortsvorsteher.

## Sehenswürdigkeiten
- Für die unter Denkmalschutz stehenden Kulturdenkmale des Ortes siehe die Liste der Kulturdenkmäler in Aua.
- ehemalige Klosterkirche, heute evangelische Kirche mit einem Taufstein mit zwei Köpfen aus der Zeit um 1200
- etwa 1200 Jahre alte Dorflinde

## Wirtschaft und Infrastruktur

### Verkehr
Aua liegt direkt an der A 7, die im Westen am Dorf vorbeiführt. Am südlichen Ortsrand befindet sich die Anschlussstelle Bad Hersfeld-West. Im Ort treffen sich die Landesstraßen 3153 und 3155 mit der Bundesstraße 324. Der öffentliche Personennahverkehr erfolgt durch die RKH Bus GmbH mit der Linie 370.

### Unternehmen
Der Ort verfügt über ein größeres Gewerbegebiet.
Die Firma General Logistics Systems (GLS) ist mit 800 Arbeitsplätzen der größte Arbeitgeber.